# Herbert IV de Vermandois
Herbert IV (fr. Heribert IV; ur. prawdopodobnie w 1032, zm. około 1080) – hrabia Vermandois w latach 1045–1080 i hrabia Valois od ok. 1077 do 1080.
Przedostatni męski przedstawiciel dynastii Herbertynów, wywodzącej się od Bernarda Longobardzkiego, nieślubnego syna Pepina (syna Karola Wielkiego). W Vermandois objął władzę po śmierci swego ojca Otto de Vermandois w 1045 roku. W 1077 lub później roku odziedziczył Valois dzięki małżeństwu z córką Ralfa z Peronne, tamtejszego hrabiego w latach 1063–1074. Zmarł w 1080 roku.
Herbert IV w 1059 lub wcześniej ożenił się z Adelą z Vexin, córką Ralfa (Raula), hrabiego Vexin, Valois i Amiens oraz Aelis de Bar-sur-Aube. Doczekali się dwójki dzieci:
- Adelajdy, dziedziczki obydwu hrabstw i żony Hugo de Vermandois, syna króla Francji Henryka I;
- Eudoksjusza (Ottona) Szalonego, formalnego hrabiego Vermandois i Valois 1080–1085, wydziedziczony przez ojca; pan Saint-Simon.

## W kulturze
W serii gier wideo Crusader Kings jednym z grywalnych władców jest Herbert Karling, przedstawiony jako hrabia Vermandois. W dacie startowej 1066, jest jedynym władcą, grając którym można zdobyć osiągnięcie Carolingian Consolidation.